# Пяски (Володавський повіт)
Пя́ски (пол. Piaski) — село в Польщі, у гміні Воля-Угруська Володавського повіту Люблінського воєводства.
Населення — 115 осіб (2011).
У 1975—1998 роках село належало до Холмського воєводства.

## Демографія
Демографічна структура станом на 31 березня 2011 року:
|          | Загалом | Допрацездатний вік | Працездатний вік | Постпрацездатний вік |
| -------- | ------- | ------------------ | ---------------- | -------------------- |
| Чоловіки | 50      | 5                  | 39               | 6                    |
| Жінки    | 65      | 11                 | 35               | 19                   |
| Разом    | 115     | 16                 | 74               | 25                   |